# 2008
| 2008                                                                     |
| ------------------------------------------------------------------------ |
| Dødsfald - Fødsler                                                       |
| • Begivenheder • Film • Litteratur • Musik • Politik • Sport • Videnskab |

| Gregoriansk kalender | 2008 MMVIII             |
| Ab urbe condita      | 2761                    |
| Armensk kalender     | 1457 ԹՎ ՌՆԾԷ            |
| Kinesiske kalender   | 4704 – 4705 丁亥 – 戊子 |
| Etiopisk kalender    | 2000 – 2001             |
| Jødisk kalender      | 5768 – 5769             |
| Hindukalendere       |                         |
| - Vikram Samvat      | 2063 – 2064             |
| - Shaka Samvat       | 1930 – 1931             |
| - Kali Yuga          | 5109 – 5110             |
| Iransk kalender      | 1386 – 1387             |
| Islamisk kalender    | 1429 – 1430             |

2008 (MMVIII) er det 499. skudår siden Kristi Fødsel, og året begyndte på en tirsdag og sluttede på onsdag.
Regerende dronning i Danmark: Margrethe 2. 1972-2024
Se også 2008 (tal)

## Begivenheder

### Januar
- 1. januar – Euroen afløser det cypriotiske pund og den maltesiske lira. 15 EU-lande og 6 andre lande har nu euroen som møntenhed.
- 2. januar – Prisen på olie når rekordhøje 100 US$ pr. tønde.
- 4. januar – Dakar Rally 2008 aflyses på grund af store uroligheder i Mauretanien
- 4. januar – I Iowa vinder republikaneren Mike Huckabee og demokraten Barack Obama det første primærvalg forud for det amerikanske præsidentvalg i november.
- 22. januar – Irak indfører et foreløbigt flag, der fjerner de tre stjerner, der repræsenterede Baathpartiet.
- 23. januar – Jens Smærup Sørensen modtager Boghandlernes gyldne Laurbær for romanen Mærkedage.
- 24. januar – Den italienske regeringsleder Romano Prodi træder tilbage efter at have tabt en tillidsafstemning i parlamentet.
- 29. januar – Gitte Seeberg forlader Ny Alliance i protest mod partiets samarbejde med Dansk Folkeparti.
- 31. januar – Fjerde sæson af Lost starter i USA.
- 31. januar – Internettet går ned i dele af Mellemøsten, Asien og Afrika efter de to søkabler, SEA-ME-WE 4 og FLAG bliver beskadiget.

### Februar
- 1. februar – Centrum-Demokraterne ophører med at eksistere ifølge en beslutning truffet på et ekstraordinært landsmøde afholdt 27. januar 2008. Partiet blev stiftet 17. november 1973 og eksisterede således i næsten 35 år.
- 5. februar – Malou Aamund skifter fra Ny Alliance til Venstre, da hun ikke mener, at NA's organisation fungerer. Dermed har V, K og DF igen 90 mandater bag sig i Folketinget.
- 5. februar – På Super Tuesday holdes primærvalg til præsidentvalget i USA i 24 stater: McCain vinder hos republikanerne, mens Clinton og Obama fortsat er meget lige hos demokraterne.
- 7. februar – Rumfærgen Atlantis bliver skudt op for at levere Columbusmodulet til Den Internationale Rumstation.
- 11. februar – Østtimor erklæres i undtagelsestilstand, efter landets præsident José Ramos Horta bliver såret under et attentatforsøg.
- 15. februar – Inspektionsskibet Thetis ledsager som det første danske skib, WFP-chartrede skibe ved Afrikas Horn og er dermed med til at sikre fødevarer til 1,5 mio. somaliere.
- 17. februar – Den serbiske provins Kosovo erklæres selvstændigt af premierminister Hashim Thaci.
- 19. februar – Fidel Castro bekendtgør at han fratræder som præsident for Cuba.
- 21. februar – Total måneformørkelse i Vesteuropa og det meste af Amerika.
- 21. februar – Det største jordskælv målt i Norge finder sted ud for Svalbard med en styrke på 6,2 på Richterskalaen.
- 26. februar – Frøbanken Svalbard Global Seed Vault indvies.

### Marts
- Mindestenen Mollerupstenen flyttes til sin nuværende placering.
- 2. marts – Dmitrij Medvedev vinder præsidentvalget i Rusland med 68% af stemmerne og bliver dermed Vladimir Putins afløser.
- 11. marts – Endeavour bliver opsendt for at levere første modul af det japanske rumlaboratorium Kibō til Den Internationale Rumstation.
- 15. marts – Den sidste ledbus i Københavns kollektive trafik kører på linje 300S, og ankommer til Ishøj Station umiddelbart efter midnat.
- 21. marts - Jeppe Kofod har sex med en 15-årig pige til et DSU Påske-træf i Esbjerg. En begivenhed der forfølger politikeren
- 22. marts – Tre unge sigtet for drab på 16-årigt avisbud var kendt af politi og myndigheder.
- 22. marts – Uroligheder i Tibet resulterer i 19 dræbte og 600 sårede efter Kinas indgriben i regionen den sidste uge.[1]
- 27. marts – Den højreekstremistiske hollandske politiker Geert Wilders lancerer sin stærkt islamkritiske film Fitna på internettet.
- 29. marts – Den muslimske paraplyorganisation Dansk Muslimsk Union stiftes i Bella Centret.

### April
- 1. april – Danmarkshistoriens største røveri bliver begået, da røvere stikker af med 62 millioner kroner fra en pengecentral i Glostrup.
- 10. april – Der afholdes valg til et grundlovsgivende parlament i Nepal, som forventes at afskaffe monarkiet og indføre en republik.
- 13. april – Bryggen Shoppingcenter i Vejle åbner dørene for "lidt mere kant i byen".
- 15. april – Højesteret stadsfæster dommen på to års fængsel til Farum Kommunes tidligere borgmester Peter Brixtofte i den såkaldte Sponsorsag.
- 22. april – Folketinget vedtager det omstridte hooliganregister.
- 24. april – Et Folketingsflertal ratificerer Lissabontraktaten.
- 28. april – Østrigeren Josef Fritzl tilstår at han igennem 24 år har holdt sin datter fanget, og at han har voldtaget hende og fået 7 børn med hende.
- 28. april – TV 2 fremlægger en spareplan til 200 mio. kr., der indebærer at 205 medarbejdere fratræder, og at TV 2 Radio overtages af SBS.
- 29. april – Grand Theft Auto IV og Grand Theft Auto IV Special Edition udkommer i hele verden, til Playstation 3 og Xbox 360

### Maj
- 2. maj – Cyklonen Nargis rammer Myanmar og skaber voldsomme ødelæggelser med titusinder af døde og omkring en million hjemløse.
- 3. maj – Ved lokalvalgene i England og Wales går Labour kraftigt tilbage, mens Conservatives vinder flere byer, bl.a. bliver Boris Johnson ny borgmester i London.
- 12. maj – Et jordskælv med 7.9 Mw rammer i Sichuan, Kina. Det rappporteres, at mere end 22.000 mennesker er omkommet, og 4,8 mil. er hjemløse.
- 21. maj – Manchester United besejrer Chelsea i Champions League-finalen på Luzjniki Stadion i Moskva
- 21. maj – To mænd bliver arresteret for forsøg på at smugle sprængstoffet TATP ind på det svenske atomkraftværk Oskarshamn. Det viser sig senere at være en fejltagelse.
- 24. maj – Prins Joachim gifter sig med franske Marie Cavallier i Møgeltønder Kirke.
- 25. maj - 27. maj – Konferencen om Det Arktiske Ocean afholdet i Ilulissat i Grønland.
- 31. maj – Rumfærgen Discovery medbringer et japansk rumlaboratorium til ISS på mission STS-124, med opsendelse kl. 23.02 dansk tid.

### Juni
- 1. juni – Bolivianerne i provinserne Beni og Pando stemmer om deres selvstændighed. (AP via CNN) (Webside ikke længere tilgængelig)
- 1. juni – Makedonske vælgere går til valgstederne ved Makedoniens parlamentsvalg 2008, med reporter om vold i etnisk Albanske områder. (Reuters)
- 1. juni – Omkring 500 soldater fra den australske hær trækkes ud af Nasiriyah i det sydlige Irak, og opfylder dermed premierministeren, Kevin Rudds valgløfte før Australiens parlamentsvalg 2007. (Reuters)
- 2. juni – Den danske ambassade i Islamabad udsættes for bombeangreb, med seks dræbte og flere sårede til følge. (Information) Arkiveret 7. august 2011 hos  Wayback Machine
- 2. juni – FNs Sikkerhedsråd stemmer for en deklaration der tillader udenlandske flådefartøjer at sejle ind i somalisk farvand for at stoppe pirater i området. (BBC News) Arkiveret 11. juni 2008 hos  Wayback Machine
- 3. juni – Barack Obama passerer grænsen på 2.118 delegerede og bliver dermed demokratenes præsidentkandidat til det amerikanske præsidentvalg i efteråret 2008. Han er den første sorte amerikaner, der formår dette. (Danmarks Radio) Arkiveret 15. januar 2013 hos  Wayback Machine
- 4. juni – Finansmanden Klaus Riskær Pedersen får ved Østre Landsret nedsat sin dom fra byretten fra 7 til 6 års ubetinget fængsel for bedrageri, mandatsvig og underslæb.
- 7. juni – Europamesterskabet i fodbold 2008 i Schweiz og Østrig indledes på St. Jakob-Park i Basel.
- 13. juni – Ved en folkeafstemning stemmer Irland "Nej" til Lissabon-traktaten.
- 13. juni – Kommunernes Landsforening og pædagogernes organisation BUPL indgår forlig om ny overenskomst, der stadig inden for rammen på 12,8 procent. Strejken er afblæst fra tirsdag.
- 21. juni – Passagerfærgen Princess of the Stars kæntrer under en storm. Omkring 800 formodes druknet, mens knap 50 overlever.
- 22. juni – Oppositionslederen Morgan Tsvangirai trækker sig fra det zimbabwiske præsidentvalg pga. voldelig forfølgelse af hans partis medlemmer. Dermed forbliver Robert Mugabe præsident.
- 24. juni – Jørgen Poulsen bliver ekskluderet fra Ny Alliances folketingsgruppe.
- 29. juni – Jørgen Poulsen melder sig ud af Ny Alliance
- 29. juni – Spanien vinder 1-0 over Tyskland i finalen ved Europamesterskabet i fodbold.

### Juli
- 2. juli – Íngrid Betancourt og 14 andre gidsler bliver befriet af den colombiske regering efter at være blevet holdt fanget af FARC i seks år.
- 3. juli – Roskilde Festival 2008 starter.
- 21. juli – Den tidligere bosnisk-serbiske leder Radovan Karadžić, der er mistænkt for krigsforbrydelser og folkedrab, arresteres af serbisk politi.
- 27. juli – Michael Laudrup bliver den første Årets Verdensdansker.
- 30. juli – Israels premierminister Ehud Olmert meddeler, at han trækker sig som partiet Kadimas leder ved næste valg i september.

### August
- 1. august – Solformørkelse
- 7. august – Det første IC4-tog indsættes i normal togdrift på strækningen Aalborg – København H.
- 8. august – Krigen i Sydossetien: Russiske styrker går ind i Georgien, efter at det georgiske militær går ind i den georgiske region Sydossetien.
- 11. august – Løsgængeren Jørgen Poulsen, der var valgt for Ny Alliance, melder sig ind i Det Radikale Venstre.
- 18. august – Den pakistanske præsident Pervez Musharraf træder tilbage og erstattes midlertidigt af Senatets formand Muhammad Mian Soomro.
- 20. august – Op mod 150 personer frygtes døde i en flyulykke i Madrid, hvor et Spanair-fly forulykkede under start.
- 22. august – Danmarks første nationalpark, Nationalpark Thy, indvies
- 22. august – Azizabad-luftangrebet, hvor 90 civile – 60 børn og 30 voksne blev dræbt under angrebet i Afghanistan.
- 23. august – Joe Biden bliver udpeget som det demokratiske partis vicepræsidentkandidat ved præsidentvalget i USA 2008.
- 25. august – Nationalbanken og Det Private Beredskab overtager den kriseramte Roskilde Bank efter at banken er erklæret insolvent.
- 28. august – Barack Obama bliver udpeget som det demokratiske partis præsidentkandidat ved Amerikanske præsidentvalg 2008.
- 28. august – Landets næststørste kommune, Århus, passerer 300.000 indbyggere. Dermed er der blevet 50.000 flere århusianere siden 1983.
- 29. august – Den republikanske præsidentkandidat John McCain udpeger Alaskas guvernør Sarah Palin som sin vicepræsidentkandidat.
- 31. august – Danmarks mest læste avis, Nyhedsavisen, lukker.

### September
- 6. september – I Pakistan vælges Benazir Bhuttos enkemand Asif Ali Zardari som ny præsident.
- 8. september – Radiokanalen Nova FM går i luften på den tidligere TV2 Radios frekvenser og er dermed den tredje station, der sender på den femte FM-frekvens.
- 9. september – Bendt Bendtsen går af som formand for det Konservative Folkeparti samt økonomi-, erhvervs- og vicestatsminister for at blive partiets spidskandidat ved det kommende valg til EU-parlamentet. Han afløses på formands- og ministerposterne af Lene Espersen.
- 10. september – Forsøgene med verdens største partikelaccelerator, Large Hadron Collider, igangsættes ved CERN.
- 12. september – Heavy metalbandet Metallica udgiver deres 9. studiealbum Death Magnetic.
- 14. september – Aeroflot Flight 821 styrter ned tæt på Perm, Rusland, og alle 88 ombordværende omkommer
- 15. september - Lehman Brothers går konkurs
- 17. september – Mindst 4 spædbørn dør og flere tusinde bliver syge under den kinesiske mælkepulverskandale hvor mælkepulver er blevet tilsat det plastiske stof melamin.
- 21. september – Israels korruptionsanklagede ministerpræsident Ehud Olmert går af.
- 21. september – Sydafrikas præsident Thabo Mbeki indgiver sin afskedsbegæring efter at ANC's ledelse dagen forinden havde opfordret ham til at gå af.
- 22. september – Som følge af kreditkrisen nedjusterer ebh bank sine forventninger til 2008 til 0 kr. og fyrer sin direktør. Nationalbanken og en række andre banker sikrer bankens drift.
- 23. september – 10 personer dræbes i et skoleskyderi i Kauhajoki i Finland.
- 25. september – Kina indleder den tredje bemandede rumflyvning Shenzhou 7 og den første rumvandring.

### Oktober
- 1. oktober – Bornholmstrafikken overtager driften af Samsø-ruten Hov-Sælvig.
- 1. oktober – 25-øren afskaffes som gyldigt betalingsmiddel i Danmark
- 3. oktober – Det første verdensmesterskab i tankesport begynder i Beijing.
- 6. oktober – Den Blå Avis sælges sammen med dba.dk og bilbasen.dk til eBay for 2,1 milliarder kroner.
- 6. oktober – På Københavns Fondsbørs falder C20-indekset med 11 %, hvilket er det største fald nogensinde.
- 7. oktober – I sin tale ved Folketingets åbning lægger statsminister Anders Fogh Rasmussen (V) vægt på at bevare den økonomiske tryghed samt på en konsekvent retspolitik.
- 10. oktober – Nobels fredspris tildeles den finske ekspræsident og mangeårige FN-diplomat og -fredsmægler Martti Ahtisaari.
- 13. oktober – Det radikale folketingsmedlem Simon Emil Ammitzbøll udtræder af den radikale folketingsgruppe og fortsætter i Folketinget som løsgænger.
- 16. oktober – Den spanske havarikommission frigiver en rapport om Spanair Flight JK 5022-styrtet (20. august 2008).
- 29. oktober – Danmarks næststørste flyselskab, det islandskejede Sterling Airlines, går konkurs.
- 30. oktober – Den legendariske Tempelhof-lufthavn i Berlin lukker.
- 30. oktober – Der brygges for sidste gang på Carlsberg i Valby.

### November
- 5. november – Demokraten Barack Obama vælges som USA's 44. præsident foran Republikaneren John McCain. Dermed bliver han den første sorte præsident i USA nogensinde.
- 10. november – Hoffet meddeler at Hendes Kongelige Højhed Prinsesse Marie er gravid. Det bliver Prins Joachims og Prinsesse Maries første barn sammen og fødslen forventes at skulle finde sted på Rigshospitalet i begyndelsen af maj 2009.
- 15. november – Den saudi-arabiske supertanker Sirius Star, med en kapacitet på 2.000.000 tønder råolie, kapres af somaliske pirater, og det er dermed det største skib, der nogensinde er kapret af pirater.
- 15. november – Rumfærgen Endeavour er på den 27. rumfærge-flyvning til Den Internationale Rumstation. På turen har en astronaut tabt sine redskaber i rummet og en edderkop er blevet væk på rumstationen.
- 18. november – Danmarks sjettestørste universitet, Roskilde Universitetscenter, dropper 'center' og hedder nu blot Roskilde Universitet.
- 25. november – Grønland stemmer, ved en folkeafstemning, ja til nyt selvstyre, der blandt andet giver dem ejendomsretten til råstofferne i den grønlandske undergrund.
- 25. november – Martine Aubry bliver valgt til leder af det franske socialistpart med en kneben margen (102 stemmer flere end Ségolène Royal).
- 26. november – Islamiske terrorister indleder tre dages terrorangreb mod den indiske millionby Mumbai.

### December
- 1. december – IT Factory går konkurs. Firmaets direktør, Stein Bagger, er mistænkt for at have bedraget firmaet for over en halv mia. kroner.
- 3. december – Den tidligere MF'er for Enhedslisten Pernille Rosenkrantz-Theil melder sig ind i Socialdemokraterne.
- 7. december – Efter at have været efterlyst af Interpol melder IT Factorys direktør Stein Bagger sig til politiet i Los Angeles.
- 11. december – Rigspolitichef Torsten Hesselbjerg træder tilbage til nytår efter aftale med justitsminister Brian Mikkelsen.
- 12. december – Schengen-samarbejdet får sit 25. medlem, da Schweiz implementerer aftalen.
- 16. december – Øresundsregionen rammes af det kraftigste jordskælv siden 1985 (4,2 på Richterskalaen).
- 19. december – Tuneserloven vedtages med et snævert flertal i Folketinget.
- 19. december – De Sorte Spejdere stopper efter at have været sendt på P3 i fire år, hvor de de seneste år var Danmarks mest aflyttede radioprogram.
- 27. december – Hamas stopper et halv års våbenhvile med Israel, og konflikterne i Gazastriben forsætter. Efterfølgendde er israelske tropper rykket ind i Gaza og bomber og missiler kastes dagligt frem og tilbage. Pr. 10. januar 2009 er 800 blevet dræbt, heraf 500 civile.

## Født
- 16 april – Eléonore, datter af kronprins Philippe af Belgien og Kronprinsesse Mathilde af Belgien.
- 17 September – Mia Talerico, baby- / barneskuespiller, Charlotte „Charlie“ Duncan i serien Held og lykke Charlie!
- 29 september – Emma Tallulah, datter af prinsesse Märtha Louise af Norge og Ari Behn.

## Nobelprisen
- Fysik: Yoichiru Nambu samt Makoto Kobayashi & Toshihide Maskawa
- Kemi: Osamu Shimomura, Martin Chalfie og Roger Y. Tsien
- Medicin: Luc Montagnier & Françoise Barré-Sinoussi samt Harald zur Hausen
- Litteratur: Jean-Marie Gustave Le Clézio
- Fred: Martti Ahtisaari
- Økonomi: Paul Krugman

## Sport
- 27. januar – Danmark bliver europamestre i håndbold for mænd ved at slå Kroatien 24-20 i finalen.
- 3. februar – New York Giants vinder 17-14 over New England Patriots i Super Bowl XLII afholdt i Phoenix, Arizona
- 1. maj – Brøndby IF vinder 3-2 over Esbjerg fB i Pokalfinalen i fodbold
- 29. juni – Spanien vinder 1-0 over Tyskland i finalen ved europamesterskabet i fodbold 2008 på Ernst Happel Stadion i Wien
- 15. juni - den danske racerkører Tom Kristensen vinder 24-timersløbet i Le Mans for 8. gang
- 29. juni - Spanien vinder EM i fodbold 2008 i Østrig og Schweiz, da de i finalen besejrer Tyskland med 1-0
- 5. juli – Tour de France 2008 starter med en fællesstart for første gang i over 40 år i Bretagne, Frankrig.
- 27. juli – Carlos Sastre fra Team CSC-Saxo Bank vinder Tour de France 2008.
- 8. august – de XXIX (29.) olympiske lege åbner i Beijing, Kina
- 16. august - den jamaicanske atlet Usain Bolt sætter i Beijing, Kina, ny verdensrekord i 100-meter-løb med tiden 9,69 sekunder. Det er en forbedring på 5/100 sekund.
- 17. august – Svømmeren Michael Phelps fra USA vinder otte guldmedaljer under OL og tager dermed rekorden for flest guldmedaljer ved ét OL samt flest OL-guldmedaljer samlet med i alt 14
- 20. august - den jamaicanske atlet Usain Bolt sætter i Beijing, Kina, ny verdensrekord i 200-meter-løb med tiden 19,30 sekunder. Det er en forbedring på 2/100 sekund
- 24. august – de XXIX (29.) olympiske lege slutter i Beijing, Kina.
- 5. september – Den nye NFL-sæson skydes i gang på Giants Stadium i New Jersey, med en kamp mellem New York Giants og Washington Redskins.
- 6. september – De paralympiske lege åbner i Beijing i Kina.
- 10. september – Danmark slår Portugal 3-2 i Lissabon til VM kvalifikation
- 19. september - den danske Flagfootball klub Hjerting Pirates bliver stiftet.
- 21. september – den spanske cykelrytter Alberto Contador vinder Vuelta a España 2008 og har dermed både vundet de tre store cykelløb – vueltaen, Giro d'Italia 2008 og Tour de France 2007 – indenfor 14 måneder.
- 18. oktober – den danske speedwaykører Nicki Pedersen vinder verdensmesterskabet for 3. gang.
- 2. november – Lewis Hamilton vinder Formel 1 ved at slå Felipe Massa med et point.
- 11. november – Den 22-årige danske pokerspiller Peter Eastgate vinder som den yngste nogensinde verdensmesterskabet i poker 2008 ved WSOP-turneringen i Las Vegas i USA. Med titlen følger en præmie på ca. 53 millioner kr.
- 22. november – For første gang i 11 år, var der ingen af "The Big Four" fra Premier League der formåede at score et mål. Chelsea, Liverpool og Manchester United fik alle 0-0 mod deres modstandere, mens at Arsenal tabte 3-0 til Manchester City.
- 23. november – Danske Caroline Wozniacki vinder over Sofia Arvidsson fra Sverige i finalen i Nordea Danish Open 2008, der spilles i Arena Fyn.
- 14. december – Finland vinder VM i floorball for herrer 2008.

## Musik
- 28. marts – 15-årige Martin Hoberg Hedegaard vinder det populære talentshow X Factor på DR1
- 24. maj – Rusland vinder årets udgave af Eurovision Song Contest med sangen "Believe" af Dima Bilan. Konkurrencen afholdes dette år i Beograd, Serbien

### Amerikanske udgivelser
- 13. februar: Michael Jackson – Thriller 25th
- 20. august: Slipknot – All Hope Is Gone
- 12. september: Metallica – Death Magnetic
- 20. september: AC/DC – Black Ice
- 24. november: Guns N' Roses – Chinese Democracy

### Canadiske udgivelser
- 19. november: Nickelback – Dark Horse

### Danske udgivelser
- 4. februar: Lars Lilholt Band – Smukkere med tiden
- 8. februar: The Dreams – Den Nye By
- 11. februar: Lizzie (sanger) – Ramt i natten
- 3. marts: Thomas Buttenschøn – Billeder af min Baggård
- 3. marts : Danser Med Drenge – Sådan er det bare
- 3. marts : Tue West – Vi er nået hertil
- 17. marts: L.O.C. – Melankolia / XXX Couture
- 17. marts : Ida Corr – One
- 31. marts : Rasmus Nøhr - I stedet for en tatovering
- 14. april : Troels Boberg - Hvad Har Du Gang I, Danmark
- 1. september : Volbeat – Guitar Gangsters & Cadillac Blood
- 1. september : Choir Of Young Believers – This Is For The White In Your Eyes
- 10. november : Anne Linnet – Anne Linnet

## Bøger
- Anna Anchers pasteller
- The Club
- Tusmørkemesteren
- Fire dage i marts

## Film
- Quantum of Solace
- High School Musical 3
- Indiana Jones og Krystalkraniets Kongerige
- Lost Sæson 4
- Dig og mig
- Iron man
- The Incredible Hulk
- The Dark Knight
- Saw V
- Det som ingen ved
- Flammen & Citronen
- Body of Lies
- Sweeney Todd: Den Djævelske Barber fra Fleet Street
- Vantage Point
- Speed Racer
- Passengers

## Spil
- Super Smash Bros. Brawl
- S.T.A.L.K.E.R.: Clear Sky
- Grand Theft Auto IV
- Spore
- Wii Fit
- Little Big Planet
- Mirror's Edge
- Crysis Warhead
- Fallout 3
- Far cry 2
- World of Warcraft: Wrath of the Lich King
- Battlefield: Bad Company
- Left 4 Dead

## Fodnoter
1. ↑  "Berlingske Tidende". Arkiveret fra originalen 14. januar 2013. Hentet 27. oktober 2012.